# Michael David Pfeifer
Michael David Pfeifer OMI (* 18. Mai 1937 in Alamo) ist ein US-amerikanischer Geistlicher und emeritierter Bischof von San Angelo.

## Leben
Michael David Pfeifer trat 1958 der Ordensgemeinschaft der Hünfelder Oblaten bei und empfing am 21. Dezember 1964 die Priesterweihe.
Papst Johannes Paul II. ernannte ihn am 31. Mai 1985 zum Bischof von San Angelo. Die Bischofsweihe spendete ihm der Erzbischof von San Antonio, Patrick Fernández Flores, am 26. August desselben Jahres; Mitkonsekratoren waren Joseph Anthony Fiorenza, Bischof von Galveston-Houston, und John Joseph Fitzpatrick, Bischof von Brownsville.
Am 12. Dezember 2013 nahm Papst Franziskus seinen altersbedingten Rücktritt an.